# Sosis de Siracusa
Sosis de Siracusa (en latín Sosis, en griego antiguo Σὥσις) fue un dirigente de Siracusa que vivió en el siglo III a. C. C. Era un comerciante siracusano de familia humilde, según Tito Livio.
Fue uno de los conspiradores que a comienzos del 214 aC asesinaron a Jerónimo de Siracusa en Leontinos. Sosis y su cómplice Teodoto se dirigieron a Siracusa donde agitaron a la población y tomaron el poder del lugar, exceptuando la ciudadela donde resistía Adranodoro de Siracusa, al cual que Jerónimo había dejado al cargo de la ciudad. Al día siguiente la asamblea eligió a Sosis y Teodoto (entre otros) como generales del pueblo. Finalmente, Adranodoro abdicó en el 213 a. C. y entregó la ciudadela, pero esto no terminó por contentar a la población, por lo que fue asesinado en el 212 a. C.
Sosis fue nombrado junto con Deinómenes comandante del ejército que iba en ayuda de la ciudad de Leontinos, asediada por los romanos. Pero a su llegada, la ciudad ya había caído en manos de Marco Claudio Marcelo. Sosis dirigió todas sus fuerzas contra los traidores Hipócrates y Epícides de Siracusa, los cuales se habían refugiado en Herbeso, pero sus mercenarios declararon un motín y se declararon a favor de los dos jefes rebeldes, partidarios de los cartagineses, lo cual frustró sus planes.
Hipócrates y Epícides se apoderaron de la ciudad en el año 213 a. C. Sosis huyó y se refugió en el campamento de Claudio Marcelo, al cual apoyó durante el asedio de los romanos a la ciudad de Siracusa. Durante dicho asedio mantuvo conversaciones con oficiales y dirigentes siracusanos y organizó el ataque sorpresa a Epípolas (en el 212 a. C.). Gracias a estos servicios ocupó un lugar preeminente en la ovatio de Marcelo en 211 a. C. y se le concedió la ciudadanía romana así como algunas tierras en Sicilia.